# Rute Zúñiga Cáceres
Rute Plácida Zúñiga Cáceres es una activista peruana por los derechos de las mujeres esterilizadas en el marco del plan de esterilización forzosa en el Perú. Desde 2016 es Presidenta Fundadora de la Asociación de Mujeres Afectadas por Esterilizaciones Forzadas.
En 2022, recibió la condecoración excepcional "Orden al Mérito de la Mujer" de Perú, por su lucha para traer justicia por las esterilizaciones forzadas. En 2023, recibió el Premio Anual a Defensores y Defensoras de Derechos Humanos del Centro Internacional de Promoción de los Derechos Humanos-UNESCO.

## Biografía
Rute Zúñiga Cáceres vivía en la comunidad de Limatambo, con su marido y sus cuatro hijos. En 1999, una ambulancia la llevaron a su hija más pequeña, a su marido y a ella con la excusa de darle una vacuna a su hija. Al llegar al hospital, la esterilizaron de manera forzada. Como resultado de la operación, Rute quedó con secuelas físicas que le provocaron dificultades para volver a trabajar.
En 2016, asumió la presidencia de la Asociación de Mujeres Afectadas por Esterilizaciones Forzadas. En ese marco, presentaron seis casos judiciales ante el Comité para la Eliminación de la Discriminación contra la Mujer y tres ante el Comité de No Discriminación de Naciones Unidas. También llevan una serie de casos a nivel nacional, donde en numerosas oportunidades han denunciado la falta de avances.